# آرادو اس‌سی ۱
آرادو اس‌سی ۱ (به انگلیسی: Arado_SC_I) یک هواگرد از نوع غیرنظامی هواپیمای آموزشی ساخت شرکت آرادو فلوکتسایک‌ورک در آلمان است. هواگرد آرادو اس‌سی ۱ نخستین پروازش را در ۱۹۲۶ میلادی انجام داد. در مجموع، تعداد ۱۴ فروند از این هواگرد ساخته شده‌است.